# 메디컬 센터
《메디컬 센터》는 2000년 10월 22일부터 2001년 8월 12일까지 SBS에서 방영된 시츄에이션 드라마이며 해당 작품 이후 SBS의 시츄에이션 드라마는 명맥이 끊겼다가 2011년 금요극 《더 뮤지컬》로 부활됐지만 그 이후 또다시 명맥이 끊겼으나 2021년 일요극 《너의 밤이 되어줄게》로 부활됐다.

## 등장 인물

### 주요 인물
- 감우성 : 김승재 역 - 흉부외과 전문의
- 이승연 : 진가연 역 - 일반외과 전문의
- 김상경 : 박현일 역 - 흉부외과 전문의
- 박철 : 김영재 역 - 일반외과 레지던트 3년차
- 한고은 : 민경선 역 - 수간호사

### 흉부외과
- 송재호 : 안상만 역 - 과장
- 김승민 : 이민호 역 - 레지던트 치프
- 오대규 : 장세진 역 - 레지던트 2년차
- 김민선 : 조수안 역 - 인턴
- 김효진 : 고미니 역 - 간호사, 고대식의 딸

### 일반외과
- 윤주상 : 최국현 역 - 과장
- 이근희 : 고대식 역 - 전문의
- 최준용 : 강석구 역 - 레지던트 치프
- 김인권 : 노강한 역 - 레지던트 1년차
- 박광현 : 강지태 역 - 인턴

### 그 외 인물
- 이계인
- 유혜정
- 김승환
- 박준규 : 남자간호사 역, 초반에 잠깐 나오다 하차
- 신애 : 외과 병동 신참 간호사
- 이주석
- 정경순 : 초반에 수술실 마취과 선생으로 나오다 하차
- 이영호
- 김주희
- 이현실
- 엄종환
- 정욱
- 김현지
- 장희수 : 환자 보호자 역
- 현규환
- 김태영 : 다발성 전이성 간암 환자 역
- 정영금 : 간암 환자의 아내 역
- 김영신
- 최윤순
- 류지윤
- 윤현화

- 오승명
- 이승우
- 반효정 : 김승재(감우성), 김영재(박철) 모
- 오현섭
- 최범호
- 강이슬
- 정양
- 유현지
- 유태웅 : 김승재(감우성)의 친구, 오지에서 보건소의사 근무, 말판증후군
- 김민정 : 나레이터 모델, 기흉 환자 역
- 김현주 : 레스토랑 지배인, 대장암 환자 역, 나문희의 딸
- 정은채
- 나문희 : 대장암 환자 역, 병원에서 청소부로 일하다 발병
- 문근영 : 소아심장 환자 역, 포지션 임재욱의 팬
- 이아현 : 김영재(박철)에게 대쉬하는 환자 역
- 엄정화 : 민경선(한고은), 진가연(이승연)의 친구 간호사 역, 유방암으로 투병
- 이현경 : 서지영 역 - 외과 병동을 취재하는 기자
- 정준
- 재희
- 최강희 : 자살미수 환자 역
- 임재욱 : 포지션 임재욱 본인 역
- 성창훈
- 이경애
- 이상은
- 장은비
- 김영철
- 고미영
- 양은용
- 조선주
- 편일태
- 이은희
- 이경화
- 최성호
- 이상훈
- 조권탁
- 김미희
- 방경림
- 박윤현
- 황정미
- 권오영
- 김성훈
- 김형범
- 도기석
- 백승욱
- 이창주
- 한상진
- 원숙희
- 이다연
- 김민정
- 전성은
- 최혜영
- 오현경 : 폐암 환자 역
- 황금희

#### 우정출연
- 이경아 : 화상 환자 역
- 윤기원
- 김정은 : 김승재(감우성)의 옛 여자친구
- 최우혁
- 홍수현

## 결방
- 2000년 11월 12일 - 창사 10주년 2부작 특집극 《빗물처럼》 편성으로 결방
- 2000년 12월 31일 - SBS 연기대상 1~2부 편성으로 결방
- 2001년 1월 21일 - 설 특집 2부작 드라마 《먼길》편성으로 결방

## 참고 사항
- 욕설 방송으로 물의를 빚었던 박철을 캐스팅하여 비난을 샀으며[3] 이에 시청자 단체들이 박철 출연 철회를 요구했으나[4] 박철의 욕설방송 말썽이 일어나기 전에 기획된 드라마라[5] 중도에 빼기가 어려워 무산됐다.
- 정형화된 캐릭터 등이 《종합병원》과 유사하다는[6] 지적이 있었다.